# Јован Лазић
Јован Лазић (Вилањ, код Шиклоша, 27. јун 1919 — 1943), студент, један од организатора устанка у Барањи и члан Среског комитета КПЈ за Стари Бечеј.

## Биографија
Рођен је 27. јуна 1919. године у селу Вилањ, код Шиклоша у Мађарској. Отац му је оптирао 1930. године за Југославију, купивши дворац и 100 јутара земље у Мајшким Међама. Прва два разреда основне школе завршио је у родноим селу, а остала два у Тителу код очеве сестре. Нижу гимназију похађао је у Сремским Карловцима, а вишу у Осијеку и Београду.
У јесен 1939. године уписао је Технички факултет Београдског универзитета и ступио у редове револуционарне студентске омладине и постао њен активни члан. Следеће године (1940) постао је члан Комунистичке партије Југославије. Учествовао је у мартовским демонстрацијама 1941. године против приступања Краљевине Југославије Тројном пакту и био ухапшен. После пуштања из затвора (уз помоћ јаких веза угледне очеве породице) вратио се у Барању и преузео задатке на окупљању напредне омладине и патриотски опредељених становника Барање.
Неколико месеци одржавао је сталне везе са Саром Бертић, а након њене трагичне смрти, у другој половини 1941. године, радио је на оснивању мреже пунктова активиста на релацији Дарда-Бели Манастир-Кнежево. Велику подршку имао је међу синдикално повезаним барањским радницима. Идејни је покретач Народноослободилачког покрета у јужном делу Барање. Успоставио је партијске везе с Бачком, али и линију Сомбор-Будимпешта, у којој се уписао на факултет и којој је повремено илегално живео. Група из Кнежева успоставила је 1942. године везе и с антифашистима из Печуја.
Мађарске окупацијске власти пратиле су тако масовне активности Барањаца и припремале се за масовна хапшења активиста, која су и започела у децембру 1942. године. Ухапшено је преко 90 људи и одведено у истражни затвор у Мађарбоју. Лазић је тада био изван Барање, али је у марту 1943. године у одсуству осуђен на смрт, док су остали активисти добили дуже затворске казне. За њим је расписана потерница и уцена од 100.000 пенги. Зато се пребацио у Бачку, где је као члан Среског комитета КПЈ у Старом Бечеју, у потпуној илегали, радио на подизању устанка све до великог претреса, кад је рањен и ухваћен. Одведен је у новосадски затвор „Армија“, где је страховито мучен и убијен 4. септембра 1943. године.

## Наслеђе
Јовану Лазићу је Министарство одбране Владе Федеративне Народне Републике Југославије издало 29. новембра 1950. године „Споменицу за вечну успомену и славу палих бораца народноослободилачког рата“, коју је потписао Јосип Броз Тито. Иако је, велики број Барањаца, Јована Лазића сматрао народним херојем, њему није додељен Орден народног хероја.
После Другог светског рата његовим су именом назване улице у Белом Манастиру, Биљу, Брањином Врху и Мајшким Међама, основна школа у Белом Манастиру, гранична караула код Барањског Петровог Села, биоскоп у Белом Манастиру, фудбалски клуб из Болмана, културно-уметничко друштво из Белог Манастира.
Јован Лазић је био сахрањен у дворишту родитељске куће у Мајшким Међама, на којој му је 22. децембра 1979. године била постављена и спомен-плоча, док се његова биста, уз бисте Саре Бертић и Ернеа Киша, налазила на Тргу слободе у Белом Манастиру.
После завршетка грађанског рата у Хрватској, 1995. године, његова биста је премештена на беломанастирско Партизанско гробље, а након што су Лазићеви рођаци продали родитељску кућу, његов је гроб пренесен на мајшкомеђанско гробље.
Године 1989. Никола Живковић, је издао у Белом Манастиру књигу о животу Јована Лазића „Љубав за хероја“, која се у барањским школама читала као лектира.